# Георге Гъма
Георге Гъма (на румънски: Gheorghe Gâma) е румънски актьор. Гъма е роден в 1917 година във влашко семейство в южномакедонския град Бер (на гръцки Верия), Гърция. Емигрира в Румъния. Умира в 1992 година в Букурещ..